# Collema globuliferum
Collema globuliferum är en lavart som beskrevs av Degel. Collema globuliferum ingår i släktet Collema och familjen Collemataceae.   Inga underarter finns listade i Catalogue of Life.